# عزلة نوفان (ريمة)

تعديل مصدري - تعديل

عزلة نوفان هي إحدى عزل مديرية السلفية في محافظة ريمة اليمنية ويبلغ تعداد سكانها 2027 نسمة حسب التعداد السكاني في اليمن لعام 2004.

## روابط خارجية
- الجهاز المركزي للإحصاء بالجمهورية اليمنية
- المركز الوطني للمعلومات باليمن
- World Gazetteer:Yemen
- الدليل الشامل